# Prasinocyma ultima
Prasinocyma ultima är en fjärilsart som beskrevs av Louis Beethoven Prout 1924. Prasinocyma ultima ingår i släktet Prasinocyma och familjen mätare. Inga underarter finns listade i Catalogue of Life.